# Michael Badalucco
Michael Badalucco (Brooklyn, 1954. december 20. –) Primetime Emmy-díjas amerikai olasz színész, televíziós színész és filmszínész.
Legismertebb szerepe Jimmy Berlutti az Ügyvédek sorozatban, mellyel 1999-ben elnyerte a legjobb mellékszereplőnek járó Primetime Emmy-díjat. Öccse a szintén színész Joseph Badalucco.

## Életpályája
1972-ben érettségizett a Xaverian High School-ban, Brooklyn-ban. Ezt követően a State University of New York hallgatója volt. Az 1980-as, 1990-es években kisebb szerepeket kapott, például a Farkangyal (1991) című filmben. 1997–2004 között az Ügyvédek című sorozat mind a 166 részében látható volt.

## Magánélete
1996-ban feleségül vette Brenda Heyob-ot.

## Filmjei
- Dühöngő bika (1980)
- Kétségbeesve keresem Susant (1985)
- A halál keresztútján (1990)
- Érinthetetlenek (1990)
- Jobb ma egy zsaru, mint holnap kettő (1991)
- Farkangyal (1991)
- Dzsungelláz (1991)
- Hosszú Lé (1992)
- Mac (1992)
- Az éjszaka és a város (1992)
- Esküdt ellenségek (1993)
- A szerelem hullámhosszán (1993)
- A sikátor szentje (1993)
- Léon, a profi (1994)
- Félszemű Jimmy nyomában – Szociális katasztrófafilm (1994)
- Segítség, karácsony! (1994)
- Egy füst alatt - Beindulva (1995)
- Nepperek (1995)
- Képtelen képrablás (1996)
- A Napsugár fiúk (1996)
- Paulie (1996)
- A graffiti királya (1996)
- Szép kis nap! (1996)
- Ügyvédek (1997-2004)
- Közbejött szerelem (1997)
- Támadás a torony ellen (1997)
- A szerelem hálójáb@n (1998)
- Egy sorozatgyilkos nyara (1999)
- Ally McBeal (1999)
- Ó, testvér, merre visz az utad? (2000)
- Az ember, aki ott se volt (2001)
- Állásvadászok (2004)
- Isteni sugallat (2005)
- Földre szállt boszorkány (2005)
- Pizzarománc (2005)
- Igazság (Justice, 2006)
- A Karácsony története (2007)
- Dr. Csont (2008-2014)
- Különleges ügyosztály (2008)
- Monk – A flúgos nyomozó (2008)
- Nem bújhatsz el (2009)
- Döglött akták (2010)
- Alvajáró (2010)
- Célkeresztben (2010)
- Doktor Addison (2010)
- Boardwalk Empire – Gengszterkorzó (2010)
- Nyughatatlan fiatalok (2010)
- Gyónás (2011)
- Bajkeresők (2011)
- Bérgavallér (2013)
- Zsaruvér (2016)

## Fordítás
- Ez a szócikk részben vagy egészben  a   Michael Badalucco című német Wikipédia-szócikk ezen változatának fordításán alapul.  Az eredeti cikk szerkesztőit annak laptörténete sorolja fel. Ez a jelzés csupán a megfogalmazás eredetét és a szerzői jogokat jelzi, nem szolgál a cikkben szereplő információk forrásmegjelöléseként.